# Oiva Lommi
Oiva Lommi (født 30. juni 1922, død 23. juli 2000) var en finsk roer.
Lommi deltog i to olympiske lege efter anden verdenskrig. Ved OL 1948 roede han firer med styrmand, og finnerne nåede her til kvartfinalen.
Lommi deltog sammen med sin fætter Veikko Lommi samt Kauko Wahlsten og Lauri Nevalainen i OL 1952 i Helsinki i firer uden styrmand. Den finske båd blev nummer to i indledende heat, men nummer fire og sidst i semifinalen. Derpå vandt de deres semifinaleopsamlingsheat og kvalificerede sig dermed til finalen. Her var den jugoslaviske båd hurtigst og vandt guld foran Frankrig, der fik sølv, mens finnerne blev nummer tre og dermed vandt den første finske medalje i roning i den olympiske historie.

## OL-medaljer
- 1952:  Bronze i firer uden styrmand